# Sugar Hill (Georgia)
Sugar Hill – miasto w Stanach Zjednoczonych, w stanie Georgia, w hrabstwie Gwinnett. Według spisu w 2020 roku liczy ponad 25 tys. mieszkańców.
W 2020 roku, 3,3% populacji deklaruje pochodzenie polskie, to jest ponad trzykrotnie więcej niż dla całego stanu Georgia. 